# 趙家蕙
趙家蕙（?—?），字季香，贵州長順人，清末官员，同進士出身。
光緒二十一年（1895年）乙未科進士，三甲五十二名，同年五月，著交吏部掣签分发各省，以知县即用。后官四川溫江縣知縣。历彭县知县、江西吉安县知县。